# Olivier Roy
Olivier Roy (La Rochelle, 30 agosto 1949) è un islamista e politologo francese.

## Biografia
È professore all'Istituto Universitario Europeo e titolare della Cattedra Mediterranea al Robert Schuman Centre for Advanced Studies dal settembre 2009. In anni passati è stato direttore di ricerca al Centre national de la recherche scientifique (CNRS) francese e professore sia alla School for Advanced Studies in the Social Sciences (EHESS) sia all'Istituto di studi politici di Parigi (IEP). Dal 1984 è consulente al ministero degli Affari Esteri francese. Nel 1988 Roy ha lavorato come consulente anche dell'Ufficio delle Nazioni Unite, incaricato di coordinare i soccorsi in Afghanistan (UNOCA). A partire dall'agosto 1993 Roy è stato uno dei rappresentanti dell'Organizzazione per la Cooperazione e lo Sviluppo Economico (OCSE) in Tagikistan fino al febbraio 1994 quando fu eletto capo missione OCSE in Tajikistan, posto che ha retto fino all'ottobre 1994.
Roy ha ricevuto un'"Agregation" in Filosofia e un Master in Lingue e civiltà persiane nel 1972 presso l'Institut National des Langues et Civilisations Orientales francese. Nel 1996 ha conseguito il PhD in Scienze Politiche dall'IEP.
Roy ha scritto numerosi libri su Iran, Islam e politica asiatica, tra cui: Globalized Islam: The search for a new ummah, La Turquie aujourd'hui, un pays européen? (la Turchia d'oggi, un paese europeo?) ed Les Illusions du 11 septembre. Le débat stratégique face au terrorisme (Le illusioni dell'11 settembre. Il dibattito strategico di fronte al terrorismo).
Il suo libro più noto è L'Echec de l'Islam politique ("Il fallimento dell'Islam politico") , del 1996, un libro di testo standard per gli studenti di Islamistica.

## Opere

### Libri
- Leibniz et la Chine, Vrin, Paris, 1972
- Afghanistan, Islam et modernité politique, Le Seuil, Paris, 1985
- L'Échec de l'Islam politique, Le Seuil, Paris, 1992
- La fabbrica del futuro : gestione socio-tecnica degli investimenti : metodi europei, Lussemburgo, Ufficio delle pubblicazioni ufficiali delle comunità europee, 1992, ISBN 92-82-63531-7
- Généalogie de l'islamisme, Hachette, Paris, 1995
- La Nouvelle Asie centrale ou la fabrication des nations, Paris, Le Seuil, 1997
- La nueva Asia central, o la fabricación de naciones, Sequitur, Madrid, 1998
- Iran: comment sortir d'une révolution religieuse ?, avec Farhad Khosrokhavar, Le Seuil, Paris, 1999
- Les Illusions du 11 septembre. Le débat stratégique face au terrorisme, Le Seuil, Paris, 2002
- L'Islam mondialisé, Le Seuil, Paris, 2002
- Réseaux islamiques. La connexion afghano-pakistanaise, avec Mariam Abou Zahab, Autrement, Paris, 2002
- La Turquie aujourd'hui, un pays européen?, direction, Paris, Universalis, 2004
- La Laïcité face à l'Islam, Stock, Paris 2005; ediz. italiana: Islam alla sfida della laicità: Dalla Francia una guida magistrale contro le isterie xenofobe, traduzione di Silvana Mazzoni, Venezia, Marsilio, 2008, ISBN 978-88-317-9536-4
- La sainte ignorance. Le temps de la religion sans culture, Seuil, Paris, 2008
- L'Europe est-elle chrétienne?, Paris, Seuil, 2019; ediz. italiana: L'Europa è ancora cristiana? : cosa resta delle nostre radici religiose, traduzione di Michele Zurlo, Milano, Feltrinelli, 2019, ISBN 978-88-07-10545-6
- L'aplatissement du monde, Paris, Seuil, 2022; ediz. italiana: L'appiattimento del mondo: la crisi della cultura e il dominio della norma, traduzione di Massimiliano Guareschi, Milano, Feltrinelli, 2024, ISBN 978-88-07-10580-7

### Articoli
- « Les taliban sont un cas unique », entretien avec Françoise Germain-Robin, L'Humanité, 13 avril 2001
- « Le lien complexe entre Ben Laden et les taliban », entretien avec Damien Roustel, L'Humanité, 21 septembre 2001
- « L'Amérique veut régler de vieux comptes », entretien avec Pierre Ganz et Alain Louyot, L'Express, 12 septembre 2002
- « Les Turcs refusent un Kurdistan autonome », entretien avec François Dufay, Le Point, n° 1593, 28 mars 2003, p. 72
- « Development and Political Legitimacy: The Cases of Iraq and Afghanistan », Conflict, Security and Development, volume 4 n° 2, août 2004
- « Al Qaida, label ou organisation ? », Le Monde diplomatique, septembre 2004, p. 24–25
- « Radical Islam appeals to the rootless », The Financial Times, 12 octobre 2004
- « Même les croyants ont intégré la laïcité », L'Express, 29 novembre 2004
- « L'énigme du soulèvement : Michel Foucault et l'Iran », Vacarmes, n° 28, automne 2004
- « The Democratic Conundrum of Today's Middle East », The Financial Times, 12 avril 2005
- « L'Église catholique veut revenir sur la Cène », Libération, 18 mars 2005
- « Why Do They Hate Us? Not Because of Iraq », The New York Times, 22 juillet 2005